# Commodore-264-Serie
Die 264er-Serie war eine Heimcomputer-Linie, die von Commodore als Nachfolger für den C64 gedacht war, aber in der geplanten Form nie verwirklicht wurde. Stattdessen kamen die Computer C16, C116 und Plus/4 auf den Markt. Da diese auf den ursprünglichen Modellen basierten, wurden sie unter dem Namen 264er zusammengefasst.

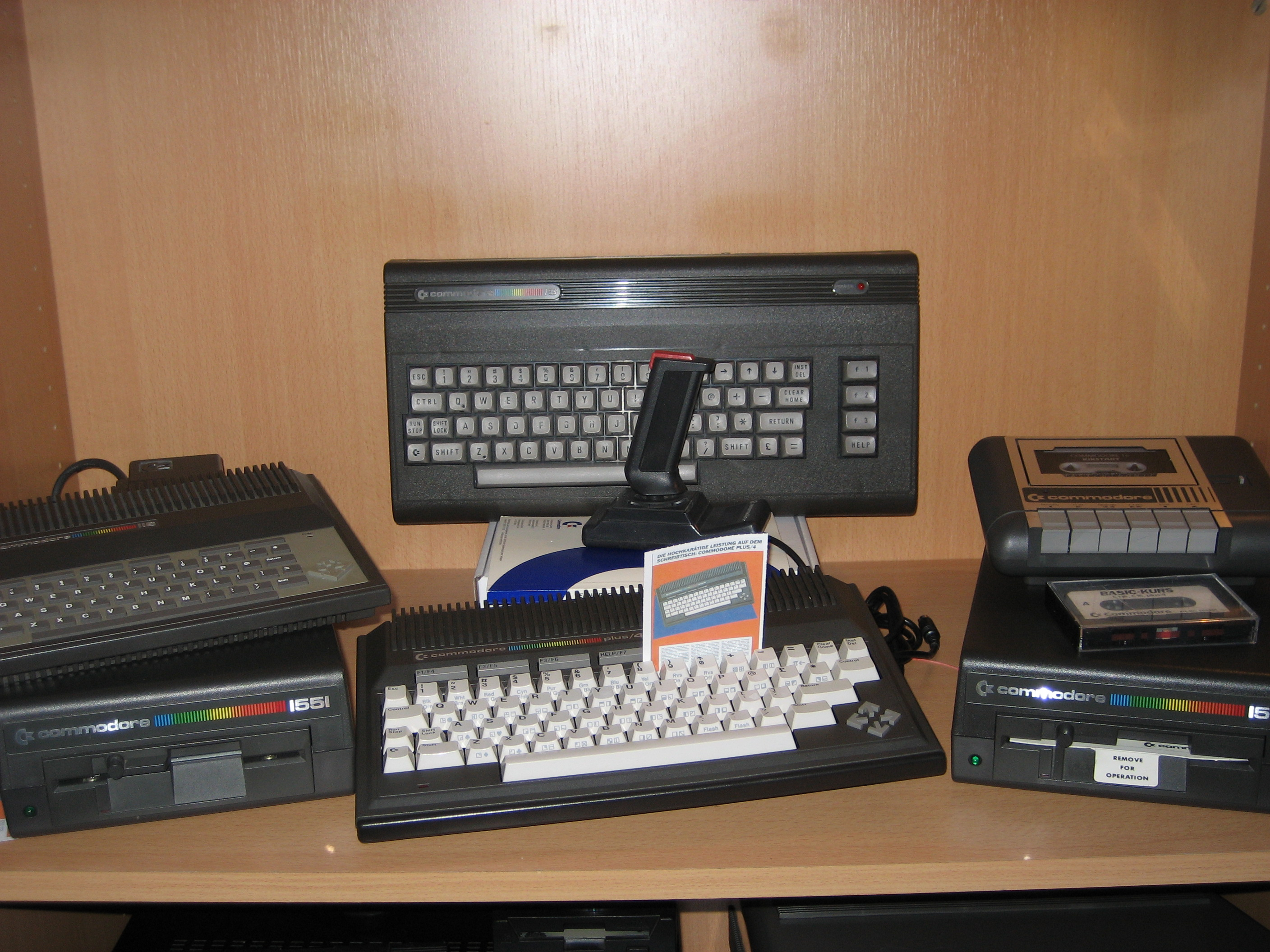
Die 264er-Reihe mit Zubehör

## Geschichte
In den frühen 1980er Jahren kam es zu einem Preiskampf in der Heimcomputerbranche. Firmen wie Texas Instruments und Timex unterboten den Preis der Commodore PET-Linie. Der C64, der erste Computer, der 64 KiB RAM besaß, aber weniger als 600 US$ kostete, war aufgrund seiner vielen spezialisierten Chips aufwändig in der Herstellung. Commodores Geschäftsführer Jack Tramiel begann daher die Entwicklung einer Computerlinie, die mit viel weniger Chips auskommen und gleichzeitig C64- und VC-20-Besitzer zum Umstieg animieren sollte.
Ursprünglich waren drei Modelle geplant: 232, 264 und 364. Der 264 stellte das Basis-Modell dar. Er sollte über 64 KiB RAM und 32 KiB ROM verfügen. Als Besonderheit war geplant, die Computer mit im ROM eingebauter Software auszustatten. Der Kunde sollte dabei aus vier verschiedenen Paketen wählen dürfen. Geblieben sind davon das „3 plus 1“-Paket des Plus/4. Der 364 sollte der „Große Bruder“ des 264 werden. Neben einer Tastatur mit Ziffernblock und größerem ROM (48 statt 32 KiB), sollte er vor allem über einen eingebauten Sprachsynthesizer mit 250 Wörtern verfügen (weitere nachladbar). Der 232 schließlich sollte als Sparversion des 264 nur 32 KiB RAM und keinerlei zusätzliche Software besitzen. Von beiden Rechnern wurden einige Prototypen angefertigt.
Nach dem Fortgang von Jack Tramiel wurde die Markteinführung der ursprünglichen Modelle verworfen. Stattdessen brachte man 1984 die Modelle C16, C116 und Plus/4 auf den Markt. Sie waren zwar technisch ähnlich, aber ohne die speziellen Features wie Sprachausgabe. Außerdem verfügten die Varianten C16 und C116 nur über 16 KiB RAM. Alle drei Computer nutzten eine MOS-7501-CPU und einen MOS 7360 „TED“. Der „TED“ war ein All-In-One-Chip mit Video-, Sound- und I/O-Fähigkeiten. Das Design der Computer entsprach damit mehr dem VC20 als dem C64; die Chipanzahl und die Komplexität der Platine war allerdings wie geplant weit geringer als bei beiden Vorgängermodellen. 
Experimentell war bei der Entwicklung des C16 geplant, diesen aus Kostengründen mit einer großen, lediglich einseitig kaschierten „Low-Cost“-Hauptplatine auszustatten, da das vom VC-20 bzw. C64 übernommene große „Brotkasten“-Gehäuse genügend Platz für eine solche Platine bot. Aufgrund technischer Probleme wurde dieser Plan verworfen und eine gewöhnliche doppelseitige Platine verwendet. Das war der erste und einzige (gescheiterte) Versuch seitens Commodore, eine einseitige Platine zwecks Kostenersparnis zu entwickeln, und lediglich ein einziges Exemplar, verbaut in einem C16-Prototypen, ist derzeit bekannt bzw. erhalten geblieben.
1984 ging der Trend im Computermarkt weg von billigen hin zu leistungsfähigeren Computern; auch 16-Bit-Computer waren bereits im Kommen. Darüber hinaus war die gesamte Linie vollkommen inkompatibel zum C64. Commodore hatte das nicht für ein Problem gehalten, war doch auch der C64 vom VC20 komplett verschieden. Man hatte aber übersehen, dass 1984 bereits ein großes Softwareangebot für den C64 existierte und der C64 wesentlich leistungsfähiger als der VC20 war. Dagegen war selbst der Plus/4 dem C64 teilweise unterlegen. Deshalb wurde die gesamte Linie aufgrund der bescheidenen Hardwareausstattung, der Inkompatibilität sowie der mangelnden Software ein Flop.

## Technische Merkmale
Der TED stellte eine damals beeindruckende Palette von 121 Farben dar. Die Auflösung von 320 × 200 Pixel entsprach dem C64 und war für den Anschluss an einen Fernseher geeignet. Er konnte aber im Gegensatz zum VIC II des C64 keine Sprites darstellen. Die Qualität des Tongenerators entsprach mehr dem VIC des VC-20 als dem SID des C64. Software für den C64 konnte aus diesen und anderen Gründen nur sehr schwer oder gar nicht konvertiert werden. Zudem war der TED berüchtigt dafür, sich durch Überhitzung selbst zu zerstören.
Die Anschlüsse waren inkompatibel zum C64. So wurden für Datasette und Joysticks Mini-DIN-Buchsen verwendet. Die alten Peripheriegeräte konnten mittels Adaptern weiter genutzt werden, aber auf Kassette gespeicherte Daten konnten aufgrund unterschiedlicher Formate nicht mit dem C64 ausgetauscht werden. Die Belegung des Userports und des Expansionsports unterschied sich ebenfalls. Nur der serielle IEC-Bus (CBM-Bus) war gleich geblieben.
Die Speicherverwaltung ermöglichte eine bessere Ausnutzung des RAMs als beim C64. Das Commodore BASIC 3.5 war stark verbessert und bot Befehle zur Strukturierung (Schleifenbefehle), für Soundausgabe sowie Grafik. Das Diskettenlaufwerk VC1551 war etwa viermal so schnell wie ein VC1541, aber zu diesem nur teilweise kompatibel.